# Doddamaralawadi, Kanakapura
Doddamaralawadi là một làng thuộc tehsil Kanakapura, huyện Ramanagara, bang Karnataka, Ấn Độ.